# Renault Mégane
Der Renault Mégane ist ein seit Herbst 1995 vom französischen Automobilhersteller Renault gefertigter Wagen der Kompaktklasse. Er kam als Nachfolger des Renault 19 auf den Markt. Am 5. März 2016 wurde die vierte Generation bei den Händlern vorgestellt. Im September 2021 wurde zudem mit dem Mégane E-Tech ein eigenständiges Elektroauto präsentiert. Der Mégane IV bleibt weiter im Angebot, wobei seit 2024 nur noch die Limousine Gran Coupé gebaut wird.
Die Bezeichnung Mégane wurde bereits früher einmal für eine Studie von Renault aus dem Jahr 1988 sowie das batterieelektrisch angetriebene Konzeptfahrzeug Mégane eVision aus dem Jahr 2020 verwendet.

## Baureihen im Überblick

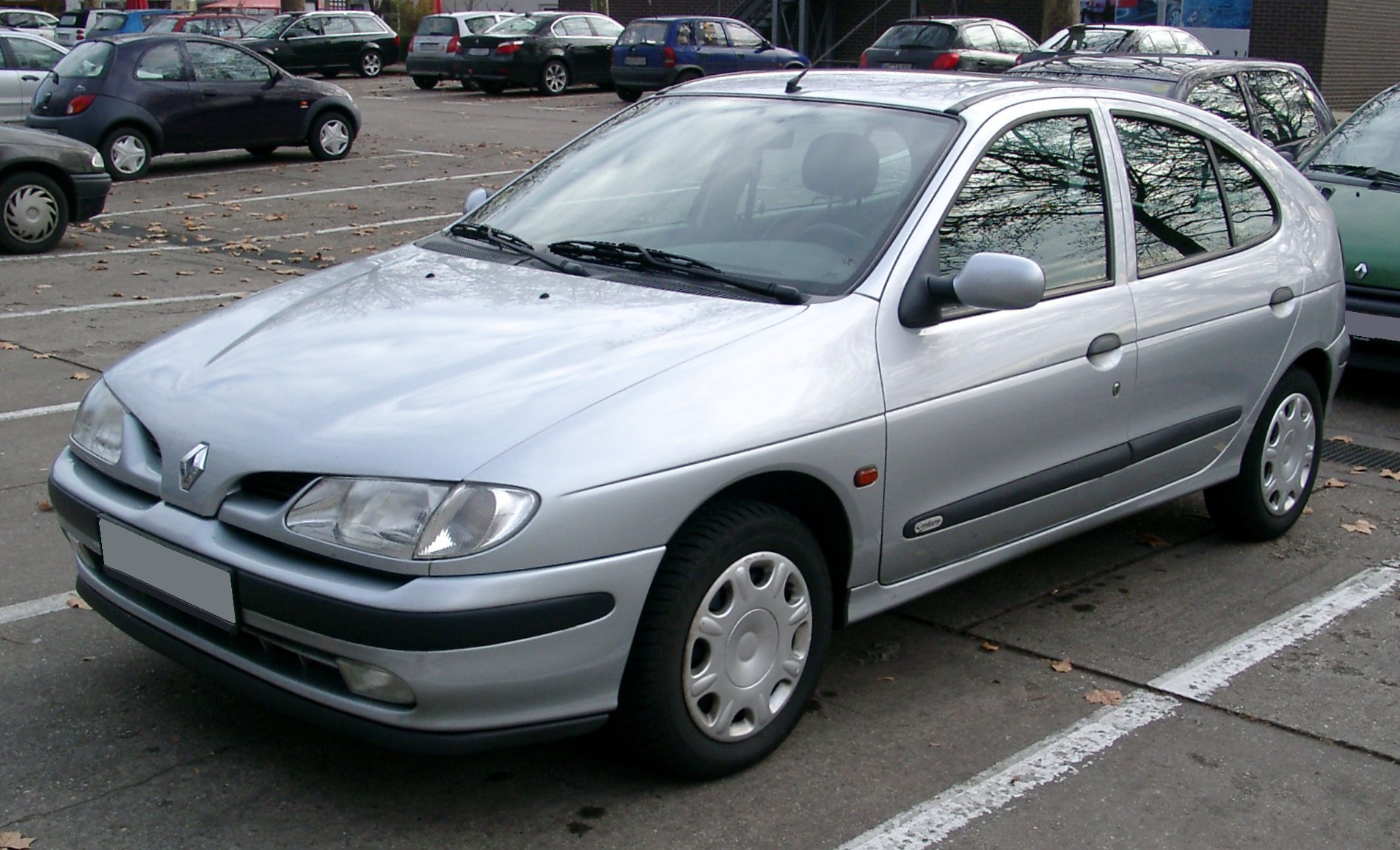
Renault Mégane I 1995 bis 2003
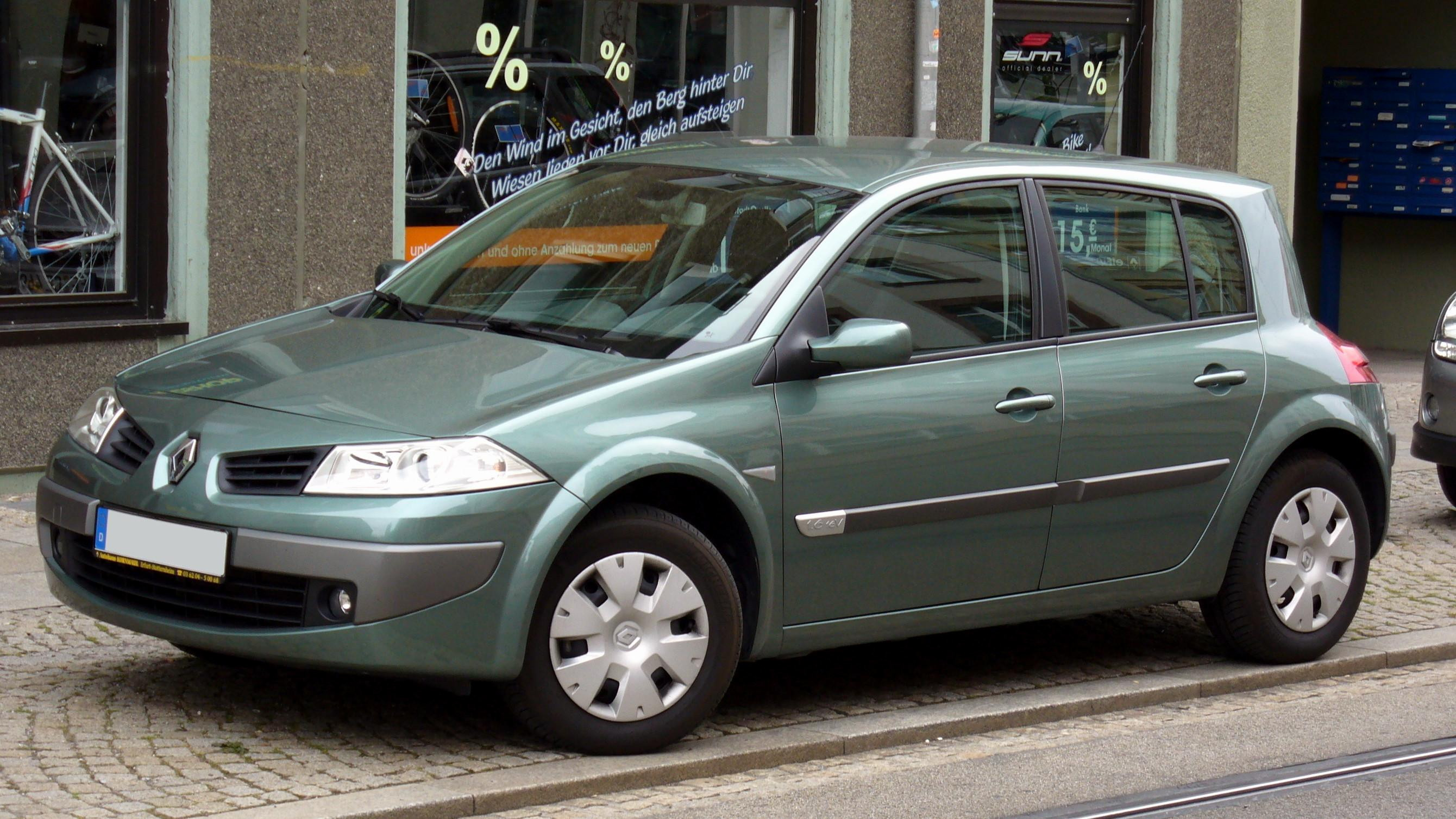
Renault Mégane II 2002 bis 2009
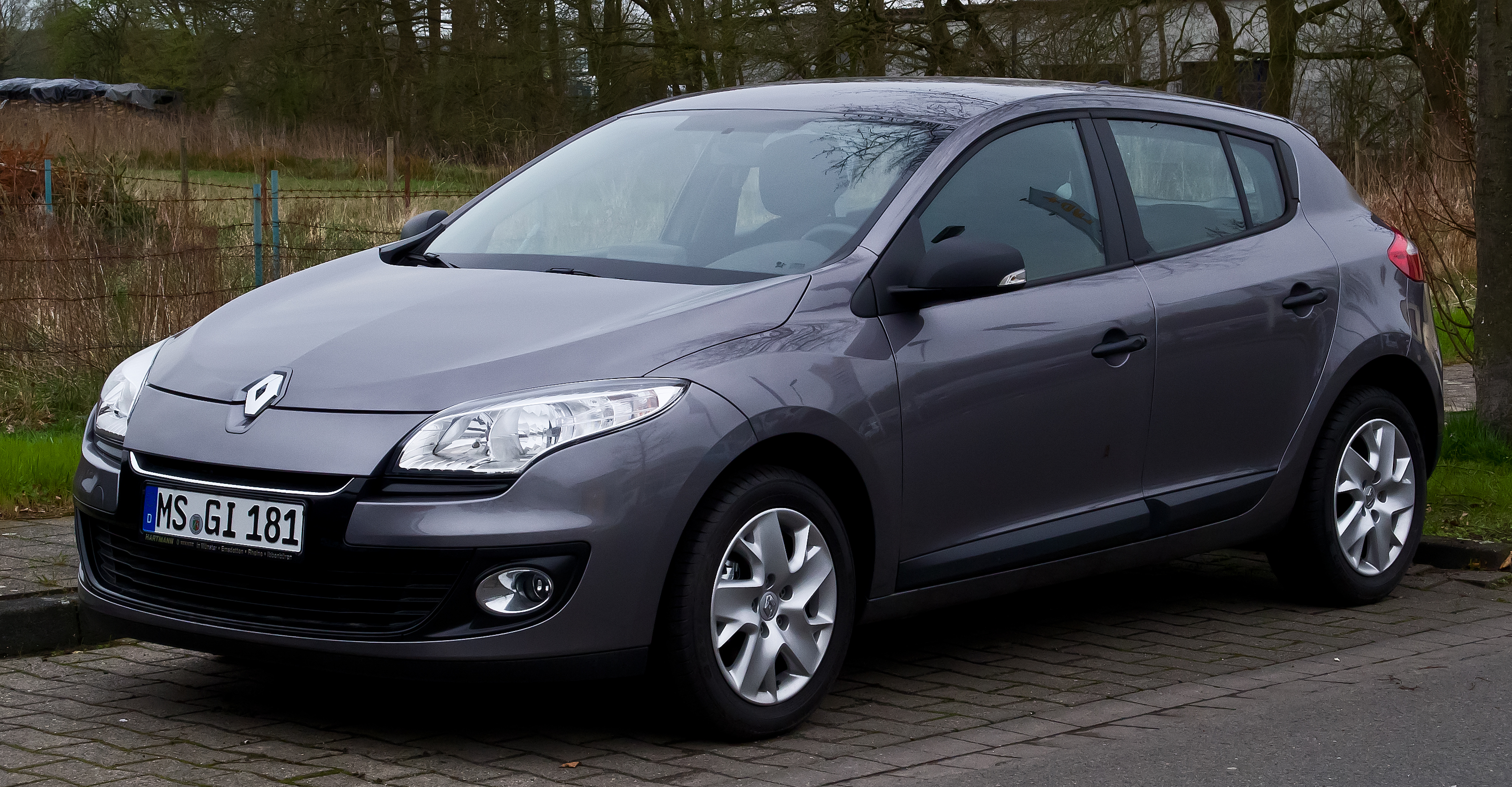
Renault Mégane III 2008 bis 2016
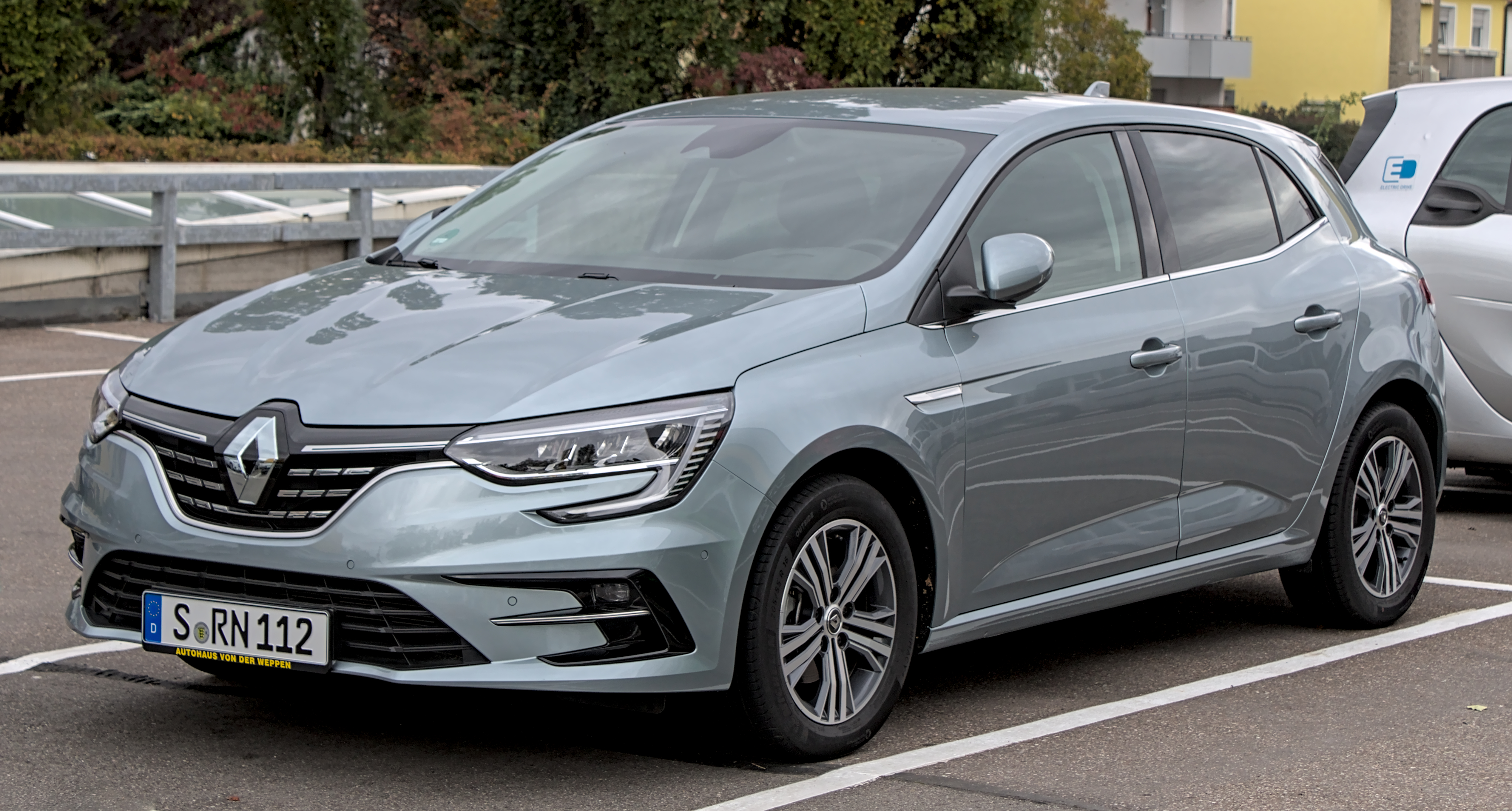
Renault Mégane IV seit 2016
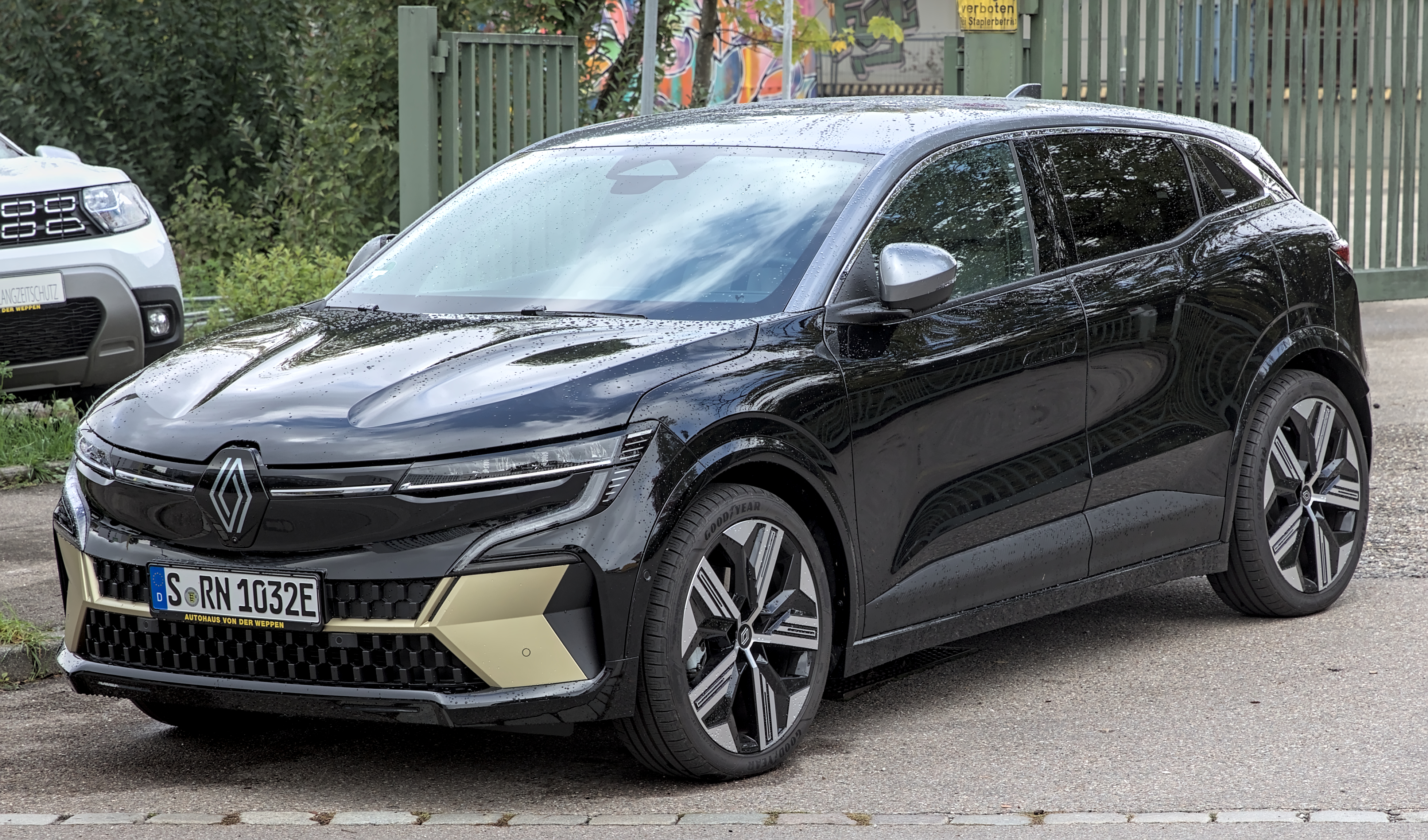
Renault Megane E-Tech seit 2021